# Campeonato Mundial de Patinaje de Velocidad sobre Hielo de 1995
El LXXXIX Campeonato Mundial de Patinaje de Velocidad sobre Hielo se celebró en dos sedes: las competiciones masculinas en Baselga di Piné (Italia) del 11 al 12 de febrero y las femeninas en Savalen (Noruega) del 4 al 5 de marzo de 1995 bajo la organización de la Unión Internacional de Patinaje sobre Hielo (ISU), la Federación Italiana de Patinaje sobre Hielo y la Federación Noruega de Patinaje sobre Hielo.

## Resultados

### Masculino
| Evento                | Oro                                         | Plata                                 | Bronce                                 |
| --------------------- | ------------------------------------------- | ------------------------------------- | -------------------------------------- |
| 500 m                 | Hiroyuki Noake Japón 37,91 s                | Davide Carta · Italia · 37,94 s       | Rintje Ritsma · Países Bajos · 38,42 s |
| 1500 m                | Rintje Ritsma · Países Bajos · 1:53,31      | Keiji Shirahata Japón 1:53,39         | Neal Marshall · Canadá · 1:53,86       |
| 5000 m                | Frank Dittrich · Alemania · 6:56,66         | René Taubenrauch · Alemania · 6:59,19 | Takahiro Nozaki Japón 7:01,84          |
| 10000 m               | Rintje Ritsma · Países Bajos · 14:09,89     | Keiji Shirahata Japón 14:14,16        | Takahiro Nozaki Japón 14:21,80         |
| Clasificación general | Rintje Ritsma · Países Bajos · 160,992 pts. | Keiji Shirahata Japón 161,864 pts.    | Roberto Sighel · Italia · 162,851 pts. |

### Femenino
| Evento                | Oro                                     | Plata                                           | Bronce                                         |
| --------------------- | --------------------------------------- | ----------------------------------------------- | ---------------------------------------------- |
| 500 m                 | Gunda Niemann · Alemania · 41,00 s      | Emese Hunyady · Austria · 41,27 s               | Moira d'Andrea Estados Unidos 41,70 s          |
| 1500 m                | Gunda Niemann · Alemania · 2:03,86      | Liudmila Prokashova · Kazajistán · 2:06,15      | Annamarie Thomas · Países Bajos · 2:06,62      |
| 3000 m                | Gunda Niemann · Alemania · 4:24,72      | Carla Zijlstra · Países Bajos · 4:25,06         | Liudmila Prokashova · Kazajistán · 4:26,13     |
| 5000 m                | Gunda Niemann · Alemania · 7:28,70      | Carla Zijlstra · Países Bajos · 7:37,53         | Heike Warnicke-Schalling · Alemania · 7:39,42  |
| Clasificación general | Gunda Niemann · Alemania · 171,276 pts. | Liudmila Prokashova · Kazajistán · 175,201 pts. | Annamarie Thomas · Países Bajos · 175,548 pts. |

## Medallero
- Solo se otorgan medallas en la clasificación general.

| Núm. | País         | Oro | Plata | Bronce | Total |
| ---- | ------------ | --- | ----- | ------ | ----- |
| 1    | Países Bajos | 1   | 0     | 1      | 2     |
| 2    | Alemania     | 1   | 0     | 0      | 1     |
| 3    | Japón        | 0   | 1     | 0      | 1     |
| 3    | Kazajistán   | 0   | 1     | 0      | 1     |
| 5    | Italia       | 0   | 0     | 1      | 1     |
|      | TOTAL        | 2   | 2     | 2      | 6     |